# Texas Wildcatters
Texas Wildcatters byl profesionální americký klub ledního hokeje, který sídlil v Beaumontu ve státě Texas. V letech 1993–2008 působil v profesionální soutěži East Coast Hockey League. Wildcatters ve své poslední sezóně v ECHL skončily ve čtvrtfinále play-off. Své domácí zápasy odehrával v hale Ford Arena s kapacitou 8 200 diváků. Klubové barvy byly černá a zlatá.
Zanikl v roce 2008 přestěhováním do Ontaria, kde byl založen tým Ontario Reign.

## Historické názvy
Zdroj: 
- 1993 – Huntington Blizzard
- 2003 – Texas Wildcatters

## Přehled ligové účasti
Zdroj: 
- 1993–1995: East Coast Hockey League (Západní divize)
- 1995–1997: East Coast Hockey League (Severní divize)
- 1997–2000: East Coast Hockey League (Severozápadní divize)
- 2000–2003: bez soutěže
- 2003–2004: East Coast Hockey League (Centrální divize)
- 2004–2005: East Coast Hockey League (Jižní divize)
- 2005–2006: bez soutěže
- 2006–2008: East Coast Hockey League (Jižní divize)